# اسپارتا (ایلینوی)
اسپارتا، ایلینوی (به انگلیسی: Sparta, Illinois) یک شهر در ایالات متحده آمریکا با جمعیت ۴٬۳۰۲ نفر است که در ایلی‌نوی واقع شده‌است.

## موقعیت جغرافیایی
موقعیت جغرافیایی شهرها و مناطق اطراف به شرح زیر است: